# باب‌اسفنجی شلوار مکعبی (فصل ۲)
فصل دوم باب اسفنجی شلوار مکعبی (انگلیسی: season 2 SpongeBob SquarePants) فصل دوم از مجموعه تلویزیونی انیمیشن آمریکایی باب اسفنجی شلوار مکعبی است که از ۲۶ اکتبر ۲۰۰۰ تا ۲۶ ژوئیه ۲۰۰۳ پخش می‌شد. این انیمیشن توسط استیون هیلنبرگ در ۲۰ قسمت ایجاد شده است.